# VCard
vCard是電子名片的文件格式標準。它一般附加在電子郵件之後，但也可以用於其它場合（如在網際網路上相互交換）。vCard可包含的信息有：姓名、地址資訊、電話號碼、URL，logo，相片等。

## 歷史
vCard（或稱做Versitcard）最早是由Versit聯盟於1995年提出的，當時聯盟成員包括蘋果公司，AT&T科技（後來的朗訊），IBM及西門子。在1996年十二月，格式的擁有權移至網際網路郵件聯盟（IMC），此聯盟是由一些關注網際網路電子郵件的公司所組成。
與vCard一同提出的用於數據交換的標準還有vCalendar，但現在被iCalendar所取代。網際網路郵件聯盟已經聲明它希望“所有的vCalendar開發者利用這些新的開放標準，並使軟件能夠同時兼容vCalendar 1.0和iCalendar。”
vCard標準的2.1版被電子郵件客戶端廣泛支持。3.0版是一個包含在RFC 2425和RFC 2426中的IETF標準跟蹤提案。vCard的常用副檔名是.vcf。
不同的程序對vCard標準實現亦不同。Mac OS X中的Address Book允許把所有聯繫人導出到一個vcf文件，而Microsoft Outlook只能每人一個文件。Linux中KDE的Kontact允許每個文件導入或導出一人或多人。

## vCard文件樣例
下面是一個包含個人信息的vCard文件樣例。
```
BEGIN:VCARD
VERSION:2.1
N:Gump;Forrest
FN:Forrest Gump
ORG:Gump Shrimp Co.
TITLE:Shrimp Man
TEL;WORK;VOICE:(111) 555-1212
TEL;HOME;VOICE:(404) 555-1212
ADR;WORK:;;100 Waters Edge;Baytown;LA;30314;United States of America
LABEL;WORK;ENCODING=QUOTED-PRINTABLE:100 Waters Edge=0D=0ABaytown, LA 30314=0D=0AUnited States of America
ADR;HOME:;;42 Plantation St.;Baytown;LA;30314;United States of America
LABEL;HOME;ENCODING=QUOTED-PRINTABLE:42 Plantation St.=0D=0ABaytown, LA 30314=0D=0AUnited States of America
EMAIL;PREF;INTERNET:forrestgump@walladalla.com
REV:20080424T195243Z
END:VCARD

```